# Media Player Classic
Pour les articles homonymes, voir MPC.
Media Player Classic (abrégé MPC) est un lecteur multimédia qui fonctionne sous Windows.
Media Player Classic HomeCinema (abrégé MPC-HC) est une évolution plus récente de celui-ci.

## Description
Créé en 2003, par le développeur Gabest. Il s’appuie sur DirectX et les filtres DirectShow installés, aussi il présente le triple avantage d’être très léger, d’offrir de nombreuses possibilités, et d’être non intrusif. Il reprend une interface similaire à Windows Media Player 6.4. 
Il peut lire la majorité des fichiers multimédia puisqu’il lui suffit d’un filtre DirectShow capable de supporter le format pour pouvoir le lire et il demeure à la fois :
- un lecteur audio (WAV, WMA, MP3, AAC, OGG, RealAudio, AC3, DTS …) ;
- un lecteur vidéo (MPEG, AVI , OGM , MKV , QuickTime , RealVideo , Xvid, DivX , H.264 …) ;
- un lecteur DVD (avec prise en charge des menus) ;
- un lecteur de flux internet (ex  : web radio) ;
- un visualiseur d'images (JPEG, BMP…) ;
- un lecteur flash (FLV ...) ;
- un enregistreur vidéo (à partir d’une carte d’acquisition).

Il donne également la possibilité d’adapter le rendu audio au nombre de haut-parleurs présents, de lire les fichiers en local ou à distance, de lire directement des CD gravés en mode2, de choisir la couleur, la taille et la police des sous-titres, de redimensionner très librement la taille de l’image, d’accélérer ou de ralentir la vitesse de lecture, de laisser le lecteur toujours à l’avant-plan et de créer des listes de lecture et des signets de favoris.
MPC est souvent classé parmi les dix projets les plus actifs sur SourceForge.net.
Voici quelques pages où trouver de tels filtres et codecs :
- ffdshow (pour lire Xvid, DivX, etc.)
- Codecs Real (pour lire fichiers .rm, .ra, .rpm, .rt, etc.) (Voir Real Alternative)
- Codecs Quicktime (fichiers .mov et .qt) (Voir « Quicktime Lite »(Archive.org • Wikiwix • Archive.is • Google • Que faire ?) (consulté le 1er avril 2013))
- Filtre Ogg DirectShow Filter (fichiers .ogg et .ogm)
- Filtre MPC DirectShow Filter (fichiers Musepack : .mp+ et .mpc)

## Licence
Ce logiciel est placé sous la Licence publique générale GNU.
Le lecteur (player en anglais) est intégré à une suite d’utilitaires multimédias libres dont l’ensemble des codes sources est disponible sous le nom de Guliverkli.

## Développement

### Media Player Classic(obsolète)
À cause de l'arrêt des développements de Media Player Classic depuis mai 2006, beaucoup de bugs restent à corriger. La communauté Doom9 a donc repris la maintenance du code et produit ses propres builds. La dernière version officielle des développeurs Guliverkli, Gabest et schultz, disponible dans plusieurs langues dont le Français, est la 6.4.9.0 datant 20 mars 2006.
Une branche maintenue par Clsid2 est orientée correction de bugs et remplace des bibliothèques dépassées. La dernière version porte le numéro de version 6.4.9.1, et date du 14 février 2010.
Media Player Classic est disponible en version portable, un simple fichier exécutable (.exe), pas besoin d'installation, ce qui le rend encore très pratique.

### Media Player Classic HomeCinema
Media Player Classic HomeCinema est une branche plus récente et toujours mise à jour, qui s'occupe d'ajouter de nouvelles fonctionnalités tout en corrigeant les bugs (parfois en reprenant le travail de Clsid2) et en remplaçant les bibliothèques.
Gabest, le développeur principal (et également l'auteur du plugin GSDX pour l'émulateur de Playstation 2 PCSX2), a déclaré en mars 2007 que le développement de Media Player Classic n'était pas éteint, mais aucune progression du côté du code source n'a été constatée depuis.
La version 1.7.0, sortie le 29 septembre 2013, remplace ses filtres internes par les LAV Filters (eux-mêmes basés sur les librairies du projet FFmpeg), améliorant ainsi significativement la prise en charge des différents formats, sans avoir à installer de filtres externes.
La version 1.7.13 est la dernière version officielle qui sera publiée en raison d'un manque de développeurs C/C++.
Cependant, le développeur « clsid » (« clsid2 » sur GitHub) a publié de nouvelles versions non officielles à partir de janvier 2018. Ces versions ne visaient initialement qu'à apporter de petits correctifs et améliorations, et surtout à garder à jour les codecs internes (LAV Filters) pour supporter de futurs formats, mais elles ont ensuite vu venir des ajouts substantiels de fonctionnalités.

### Media Player Classic Black Edition
Media Player Classic Black Edition est un fork, lancé en 2012, de MPC-HC. Contrairement à ce dernier, il ne vise plus à ressembler à Windows Media Player et y ajoute des fonctionnalités dont une prévisualisation au-dessus de la barre de recherche.
La dernière version porte le numéro de version 1.8.0.0 et date du 7 octobre 2024.

## Violation de licence
Le 23 avril 2005, Gabest signale sur son forum une violation de licence GPL. En effet, il déclare avoir découvert deux logiciels  réutilisant du code issu du projet Guliverkli. L'un d'eux est gratuit mais closed source, l'autre est un logiciel commercial. Découragé, il ne sait pas trop comment agir contre les parties en infraction.